# Plemenšćina
Plemenšćina – wieś w Chorwacji, w żupanii varażdińskiej, w gminie Klenovnik. W 2011 roku liczyła 109 mieszkańców.